# Ewald Merkle
Ewald Merkle (* 21. September 1924 in Villingen im Schwarzwald; † 22. Januar 2013 in Villingen-Schwenningen) war ein deutscher Kommunalpolitiker (CDU).

## Werdegang
Merkle kam in Villingen zur Welt. Er besuchte die Volksschule und die Handelsschule und absolvierte anschließend eine Kaufmannslehre bei der Firma Wiebelt. Nach dem verpflichtenden sechsmonatigen Arbeitsdienst wurde er als Soldat zum Kriegsdienst eingezogen. Gegen Ende des Kriegs geriet er in amerikanische und in französische Gefangenschaft, aus der er 1948 entlassen wurde.

### Kirchliches Engagement
Heimgekehrt nach Villingen übernahm er im Auftrag des Freiburger Erzbischofs Rauch die Einrichtung und die Leitung des Katholischen Volksbüros, das für die südbadischen Pfarreien zuständig war. 1949 gründete er in Zeiten höchsten Wohnungsnotstands aus einer Bauhilfesammlung die Baugenossenschaft „Neue Heimat“, die spätere Baugenossenschaft „Familienheim“, der er über 40 Jahre als Geschäftsführer vorstand. Unter seiner Leitung wurden mehr als 3000 Wohnungen gebaut. In dieser Eigenschaft war er auch Beiratsmitglied im Verband Badischer Wohnungsunternehmen, dem Siedlungswerk der Erzdiözese Freiburg.
Er half beim Aufbau der Bahnhofsmission des katholischen Männerwerks und legte 1948 den Grundstein für die katholische Jugendarbeit im Dekanat. Er war Gründer und langjähriger Leiter des Stadtjugendrings. Er schuf das Jugendheim „Spechtloch“ und in der Villinger Waldstraße das erste Jugendwohnheim Südbadens. Später lag die Verwaltung der kirchliche Finanzen in Villingen, aller baulichen Maßnahmen und aller katholischen Kindergärten bei ihm. Er richtete ein Mädchenpensionat, ein Jugendwohnheim für Elternlose und das Altenheim St. Lioba ein.

### Kommunalpolitik
Nach dem Krieg wurde die CDU Merkles politische Heimat. 42 Jahre lang war er Mitglied des Gemeinderates von Villingen bzw., nach der Städtefusion am 1. Januar 1972, von Villingen-Schwenningen, davon 26 Jahre als stellvertretender Bürgermeister. Im Landtagswahlkreis Villingen-Schwenningen war er mehr als 20 Jahre lang Zweitkandidat der CDU hinter Erwin Teufel.
Drei Jahrzehnte gehörte er dem Aufsichtsrat der Villinger Volksbank an. 

### Volksmusik
Über 36 Jahre, bis 1991, war er Erster Präsident der Stadtharmonie Villingen. Auf seine Initiative hin wurde der Verein zum internationalen Botschafter der Stadt Villingen. Konzertreisen führten ihn mit der Stadtharmonie nach Frankreich und in die Vereinigten Staaten. 1955 führte er die Blasmusikverbände der Landkreise Villingen und Donaueschingen im Blasmusikverband Schwarzwald-Baar zusammen und war bis 1991 dessen Präsident. Außerdem war er Vizepräsident des Bundes Deutscher Blasmusikverbände. 

### Privates
Er heiratete 1952 Gretel Veen. Aus der Ehe gingen drei Söhne hervor. 2011 zog er in das von ihm errichtete Altenheim St. Lioba in Villingen, wo er in der Nacht zum 22. Januar 2013 starb.

## Auszeichnungen
- 1989: Verdienstkreuz 1. Klasse der Bundesrepublik Deutschland
- 1994: Verdienstmedaille des Landes Baden-Württemberg
- 2009: Staufermedaille
- 1998: Ehrenbürger von Villingen-Schwenningen
- Bürgermedaille der Stadt Villingen-Schwenningen
- Verdienstmedaille der Stadt Villingen-Schwenningen in Gold
- Landesehrennadel
- Päpstlicher Orden